# Dagsboro
|  | Dieser Artikel wurde aufgrund von inhaltlichen Mängeln auf der Qualitätssicherungsseite des Projektes USA eingetragen. Hilf mit, die Qualität dieses Artikels auf ein akzeptables Niveau zu bringen, und beteilige dich an der Diskussion! Eine nähere Beschreibung der zu behebenden Mängel fehlt. |

Dagsboro ist eine kleine Stadt im Sussex County im US-Bundesstaat Delaware in den Vereinigten Staaten. Das U.S. Census Bureau hat bei der Volkszählung 2020 eine Einwohnerzahl von 870 ermittelt. 
Die geographischen Koordinaten sind 38,55° Nord und 75,25° West. Das Stadtgebiet hat eine Größe von 3,3 km². 

## Söhne und Töchter der Stadt
- John Clayton, Politiker, US-Senator und Außenminister